# Teofil Kormosz

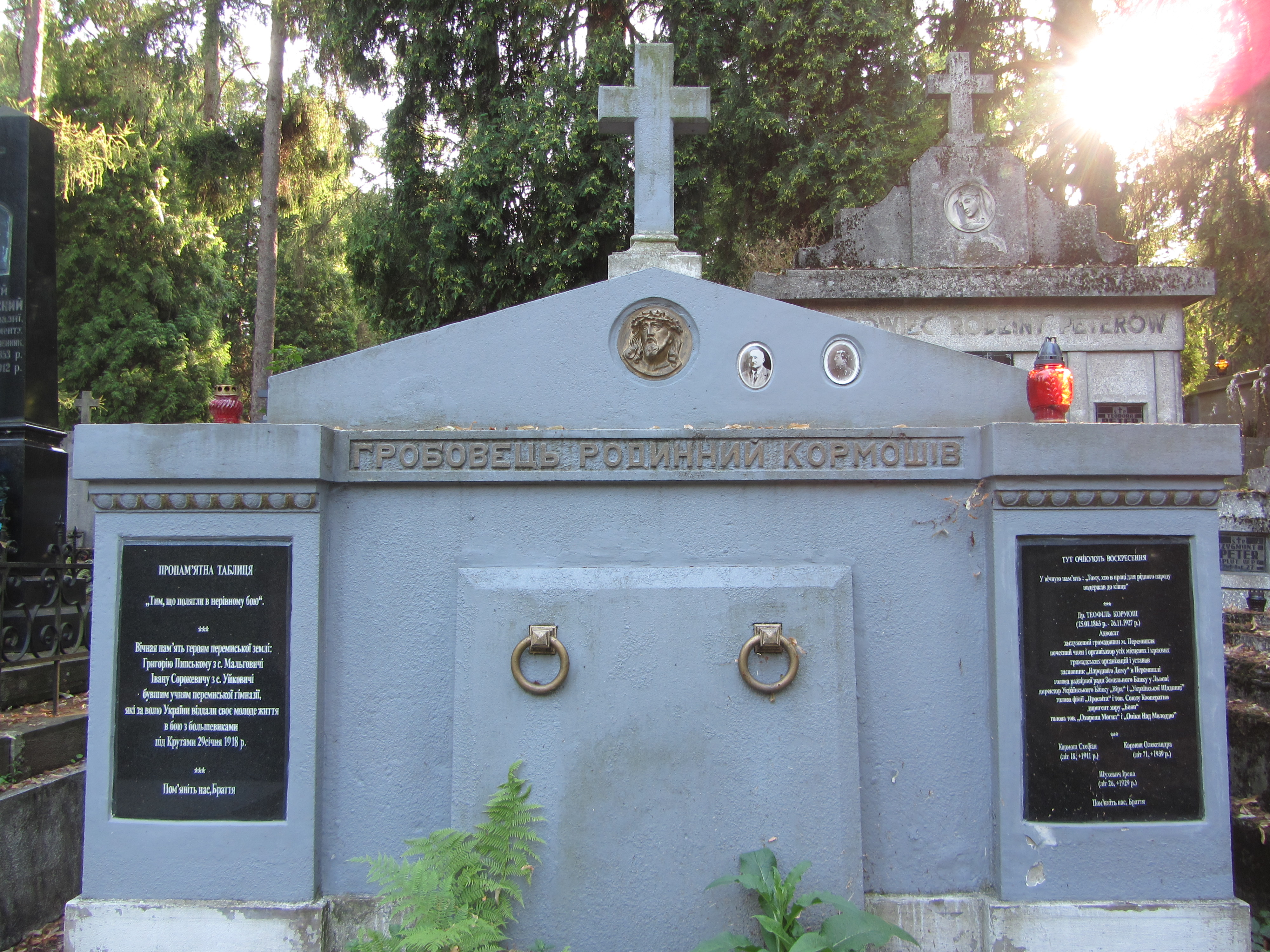
Grobowiec na cmentarzu Głównym w Przemyślu

Teofil Kormosz (ur. 25 stycznia 1863 w Reczyczanach, zm. 26 listopada 1927 w Przemyślu) – ukraiński działacz społeczny, polityk i prawnik.

## Życiorys
Pochodził z rodziny księży greckokatolickich – zarówno dziadek Jurij, jak i ojciec Iwan byli proboszczami w Woli Arłamowskiej. W 1885 ukończył studia na wydziale prawa Uniwersytetu Lwowskiego i rozpoczął praktyki w kacelariach adwokackich dr Władysława Czaykowskiego i dr Franciszka Dolińskiego w Przemyślu. W 1887 złożył egzamin adwokacki, i rozpoczął pracę w Przemyślu jako adwokat.
W 1899 ożenił się z Ołeksandrą Hordynśką. W 1895 z jego inicjatywy kupiono i odnowiono dom na potrzeby społeczności ukraińskiej  przy ul. Tatarskiej 4, a 20 grudnia 1899 również z jego inicjatywy odbyło się zebranie społeczności ukraińskiej, na którym uchwalono statut „Stowarzyszenia Narodnyj Dim”. 3 stycznia 1900 powstał społeczny komitet, organizujący Budowę Narodnego Domu, a 14 lutego 1902 Teofil Kormosz przedstawił projekt budowy Narodnego Domu. Przy Stowarzyszeniu Narodnyj Dim Kormosz zorganizował całą sieć ukraińskich organizacji społecznych, takich jak „Wira” (pierwsze w Galicji, w 1894), „Ukrajinśka Szczadnycia”, „Miszczanśka Kasa”, których fundusze przeznaczane były na rozwój ukraińskiego życia społecznego w Przemyślu. Budowę Narodnego Domu ukończono w 1904.
Dzięki jego staraniom wybudowano nowy budynek Ukraińskiego Instytutu dla Dziewcząt przy ul. Kapitulnej, jak również utworzono Bursę św. Mikołaja przy ul. Basztowej 25, dla młodzieży ukraińskiej spoza Przemyśla. Przy ul. Basztowej 34 dzięki niemu zbudowano budynek dla ukraińskiej młodzieży, pod nazwą „Gimnazijnyj Instytut”, a w 1911 gmach szkoły  im. Markijana Szaszkewycza przy ul. Smolki 10. Był przemyskim przewodniczącym Proswity, Besidy, Instytutu Muzycznego im. Łysenki, współpracował również przy organizacji centralnych ukraińskich organizacji we Lwowie: Narodna Torhiwla, Dnister, Centrobank, Związek Rewizyjny Spółdzielni Ukraińskich, Silśkyj Hospodar, Narodna Hostynycia, Centrosojuz, Masłosojuz.
W 1913 został wybrany posłem do Sejmu Krajowego Galicji. Po wybuchu I wojny światowej wraz z innymi ukraińskimi działaczami został ewakuowany do Wiednia. Jeszcze w czasie wojny powrócił do Przemyśla, jako przewodniczący Ukraińskiej Rady Narodowej brał udział w negocjacjach podczas polsko-ukraińskich walk o Przemyśl w listopadzie 1918.
Po zakończeniu wojny polsko-ukraińskiej zaangażował się w odtwarzanie ukraińskich organizacji społecznych, pomagał utworzyć przemyski Bojan i Regionalne Muzeum „Strywihor”, współpracował z tygodnikiem Ukrajinśkyj hołos. Działał również w Powiatowym Związku Spółdzielczym, Towarzystwie Sokił, Bractwie Miszczanśkim. 

## Literatura
- Denis, Korenec: Dr. Teofil' Kormoš : načerk jogo žittâ ì pracì. Przemyśl, 1935.
- Ярослав Стех: Пропам'ятна книга україських діячів Перемищини. Przemyśl-Lwów, 2006.